# Mystus leucophasis
Mystus leucophasis és una espècie de peix de la família dels bàgrids i de l'ordre dels siluriformes.

## Morfologia
Els mascles poden assolir els 12,5 cm de longitud total

## Distribució geogràfica
Es troba a Myanmar.